# O Defensor
"O Defensor" é uma canção da dupla sertaneja Zezé Di Camargo & Luciano, lançada em 8 de março de 2015 como primeiro single do álbum Flores em Vida - Ao Vivo.  

## Composição
A canção foi escrita por Fred Liel e Marco Aurélio e retrata um tema polêmico: a agressão às mulheres.

## Repercussão
Sobre a canção ser gravada pela dupla, Fred Liel afirmou:
| “ | “Não esperava que "O Defensor" tivesse toda esta repercussão. Ter uma canção gravada por dois ídolos da música brasileira é muito gratificante, um sonho realizado.Minha infância foi marcada por agressões domésticas, uma delas foi a minha mãe Ângela, sofrendo agressões do meu padrasto. Me lembro que, por um período, estas cenas eram presentes. Daí, defini compor uma música que falasse sobre a fragilidade da mulher que vive esta realidade. -Por que eu sou seu anjo, seu defensor te amo. enquanto eu tiver vivo eu vou te defender, são alguns trechos da música. | ” |

O compositor já escreveu hits para artistas como Luan Santana, João Bosco & Vinícius, Jorge & Mateus, Gusttavo Lima, entre outros.

### Desempenho nas paradas
| Paradas (2015)                     | Melhor posição |
| ---------------------------------- | -------------- |
| Brasil (Billboard Hot 100 Airplay) | 13             |
| Brasil (Connect-Mix - Top-200)     | 5              |

## Videoclipe
No Youtube, o clipe foi lançado 2 dias após seu lançamento e alcançou a marca de mais de 10 milhões de visualizações.